# Cassyma pallidula
Cassyma pallidula är en fjärilsart som beskrevs av W. Warren 1896. Cassyma pallidula ingår i släktet Cassyma och familjen mätare. Inga underarter finns listade i Catalogue of Life.